# 薩摩川内市立平成中学校
薩摩川内市立平成中学校（さつませんだいしりつ へいせいちゅうがっこう）は、鹿児島県薩摩川内市城上町にある市立中学校。

## 概要
薩摩川内市の北西部に位置する中学校であり、1991年に下東郷中学校と高城東中学校が統合され開校した。平成中学校の通学区域は旧高城町の区域の東半分（この区域が旧高城東中学校の通学区域にあたる）及び旧下東郷村の全域（この区域が旧下東郷中学校の通学区域にあたる）である。
2016年現在の生徒数は121名で、総学級数は4学級である（平成28年4月1日現在/2年生のみ2学級）。また、制服は鹿児島県の公立中学校では数少ない男女共にブレザーとなっている。

## 沿革

### 統合前
- 1947年（昭和22年） - 学制改革が行われたのに伴い、以下の2校が開校。
  - 下東郷村立下東郷中学校
  - 高城村立第一中学校
- 1949年（昭和24年） - 高城村立第一中学校が高城村立高城東中学校に改称される。
- 1957年（昭和32年） - 下東郷村が川内市、高城村、東郷町へ分割編入。下東郷中学校は川内市に引き継がれ川内市立下東郷中学校に改称。
- 1959年（昭和34年） - 高城村が町制施行したのに伴い、高城町立高城東中学校に改称。
- 1965年（昭和40年） - 高城町が川内市に編入されたのに伴い、川内市立高城東中学校に改称。

### 統合後
- 1991年（平成3年） - 下東郷中学校と高城東中学校を統合し、川内市立平成中学校として開校する[1]。
- 2004年（平成16年） - 川内市などが新設合併し薩摩川内市となったのに伴い、薩摩川内市立平成中学校に改称。

## 通学区域
通学区域は以下の通りとなっている。
- 八幡小学校 - 田海町、白浜町の全域。
- 高来小学校 - 後牟田（小字）を除いた高城町の全域。
- 城上小学校 - 城上町の全域（吉川小学校は2015年3月をもって閉校し、城上小学校と併合した）。
- 陽成小学校 - 陽成町の全域。

## 周辺
- 薩摩川内市立城上小学校
- 薩摩川内市立城上幼稚園